# Georgenkirche (Wismar)

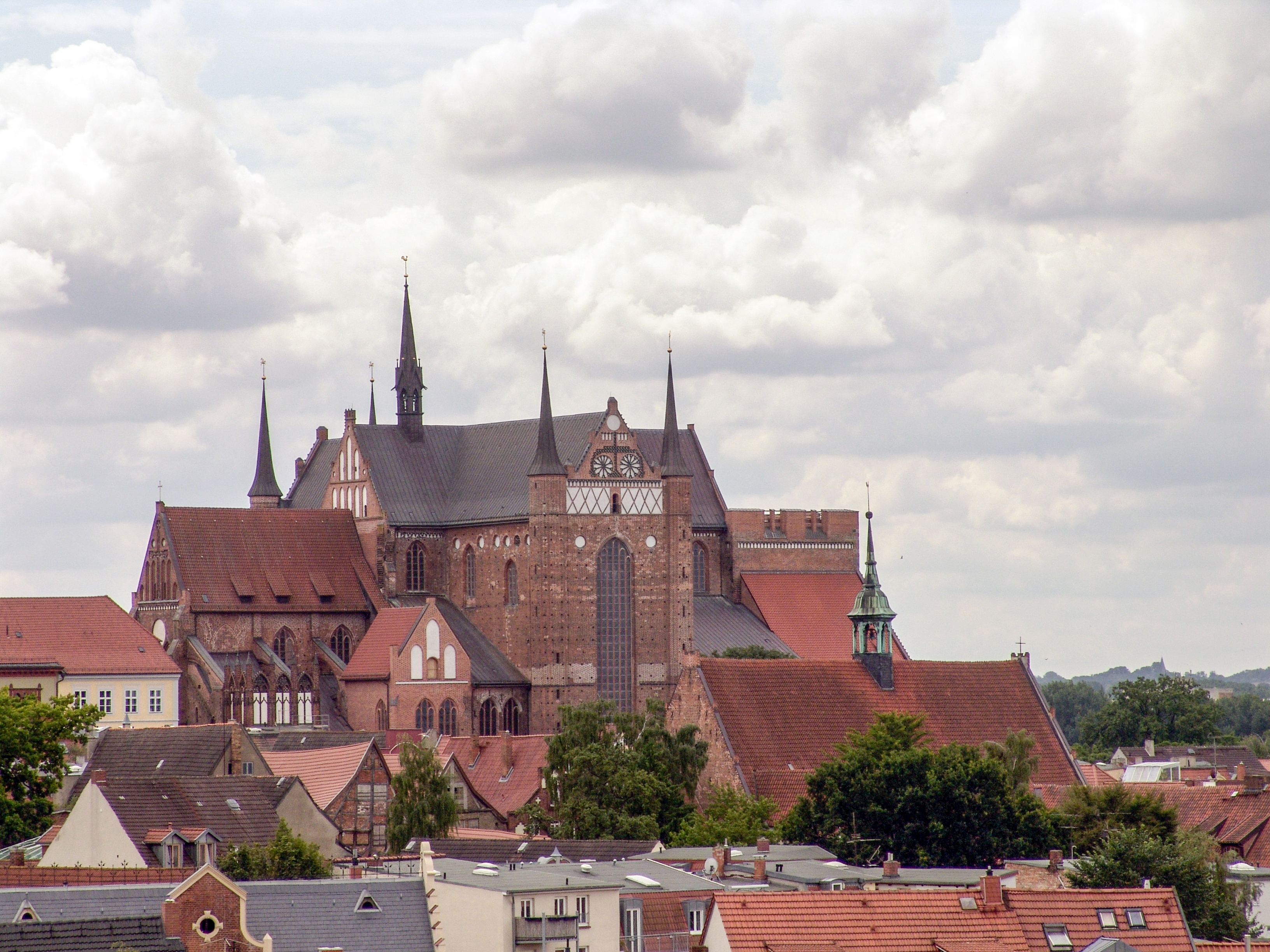
Georgenkirche Wismar von Nordosten (Juli 2009)

Die Georgenkirche, auch St.-Georgen-Kirche genannt, gehört neben der Marienkirche und Nikolaikirche zu den drei monumentalen gotischen Sakralbauten der Wismarer Altstadt. Ausgehend von der Baumasse und dem umbauten Raum ist die um 1295 begonnene Georgenkirche das größte dieser Bauwerke. Zugleich ist es auch der jüngste Kirchenbau und gilt als das „Wunder von Wismar“. St. Georgen war das Gotteshaus der Landesherren und der Handwerker von Wismar. Die im Zweiten Weltkrieg schwer beschädigte und zu DDR-Zeiten weiter verfallene Kirche ist in wesentlichen Teilen bis 2010 wiederaufgebaut worden. Sie ist als Teil der Wismarer Altstadt seit 2002 auf der Liste des UNESCO-Weltkulturerbes verzeichnet. St. Georgen und St. Marien bilden zusammen die Evangelisch-Lutherische Kirchengemeinde Wismar St. Marien/St. Georgen in der Propstei Wismar, Kirchenkreis Mecklenburg der Evangelisch-Lutherischen Kirche in Norddeutschland.

## Geschichte

Grundriss der Georgenkirche (1891)

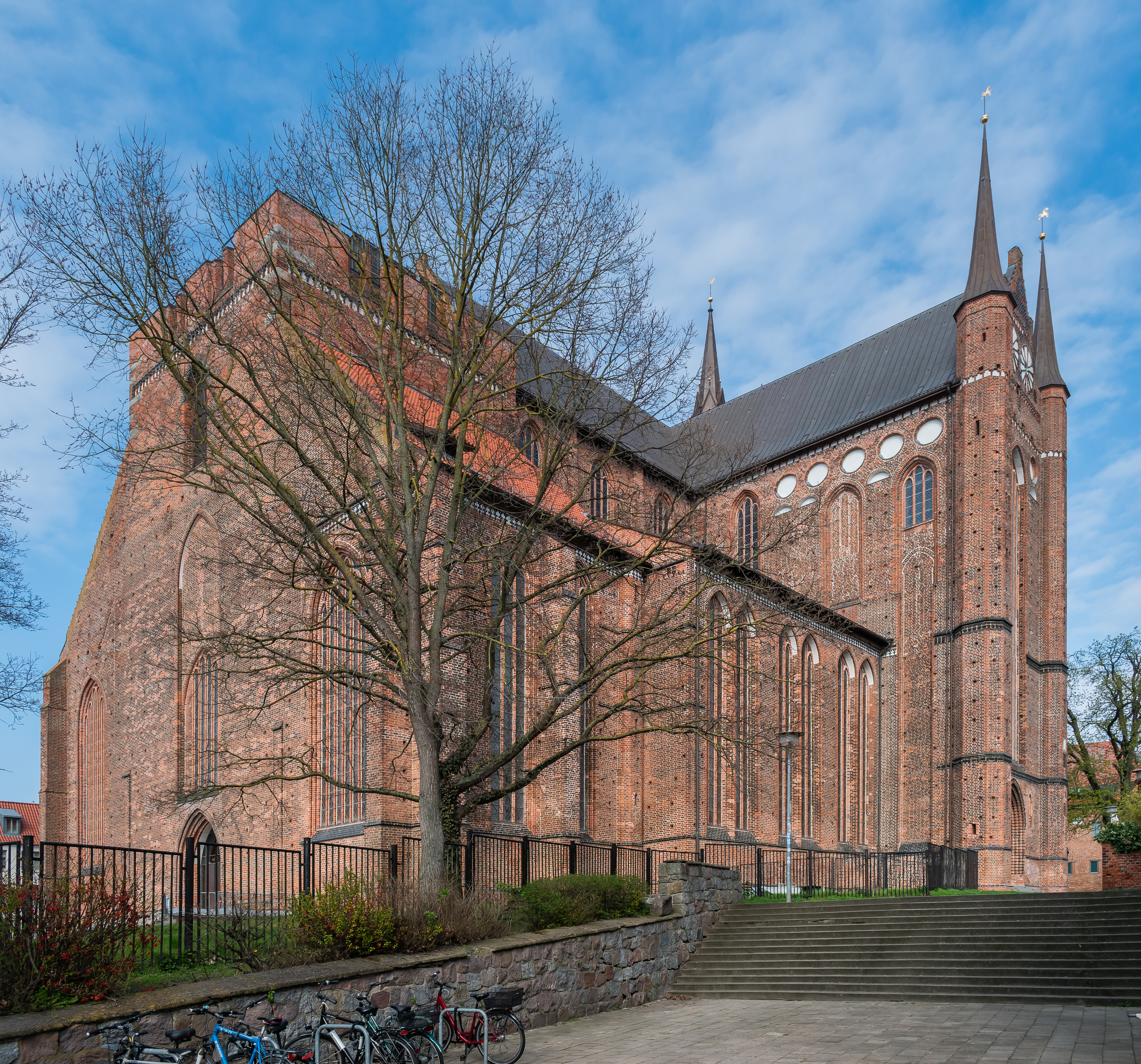
Außenansicht (April 2023)

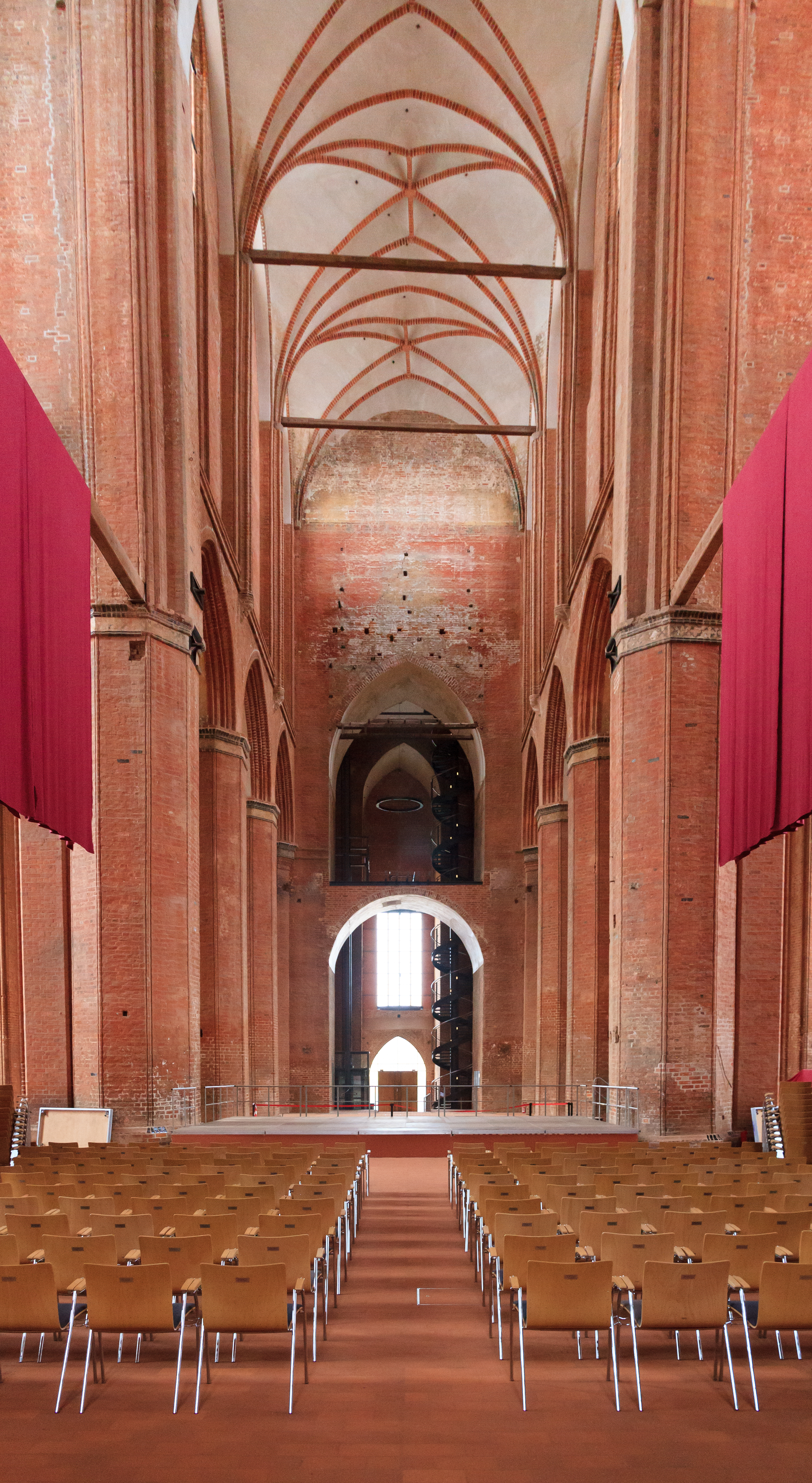
Innenansicht (Oktober 2015)

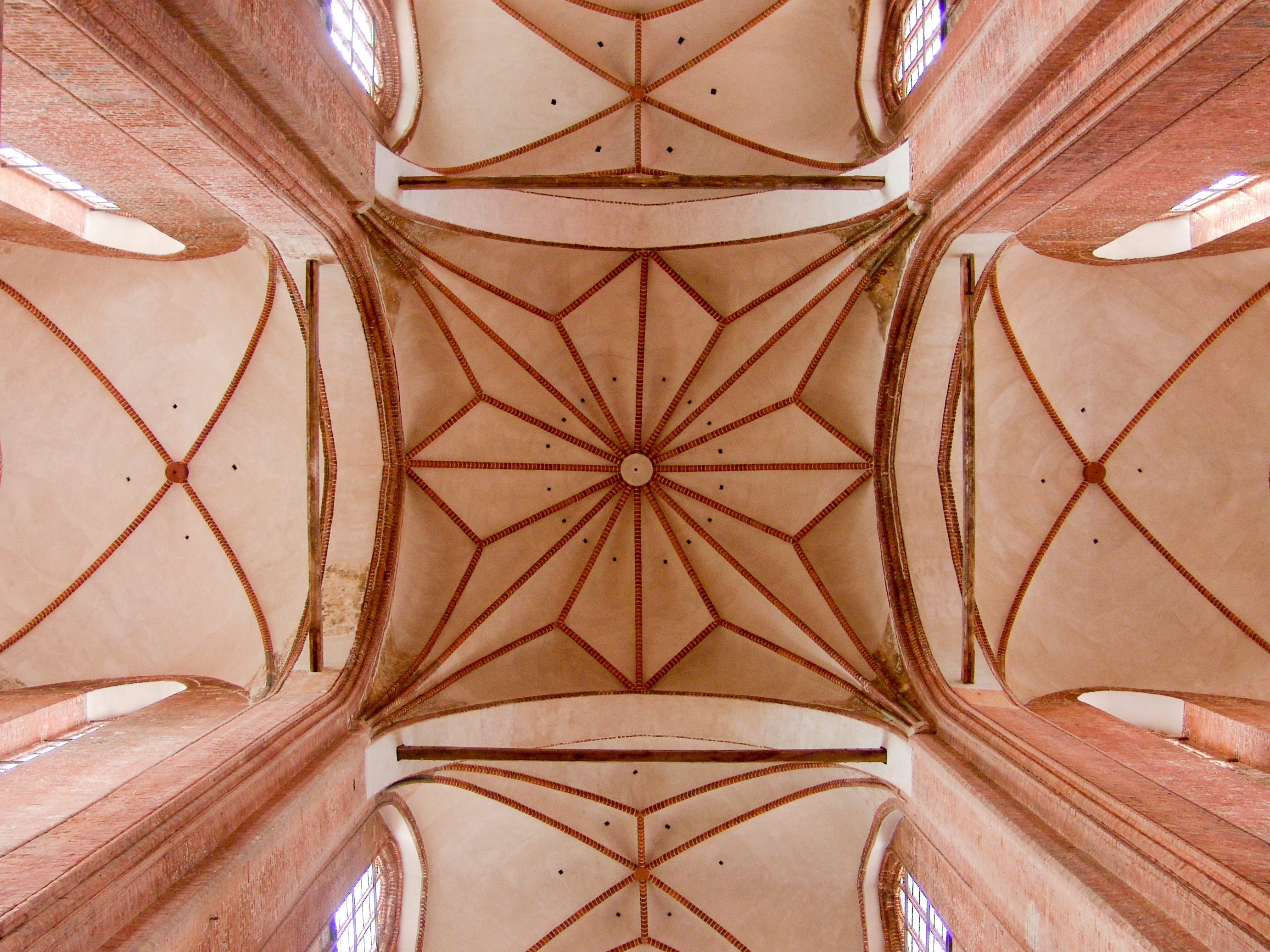
Deckengewölbe (Juli 2009)

Die Pfarrkirche der Neustadt gehörte zur zweiten Phase der Stadtgründung, die bis 1250 ihren Abschluss fand. Wann genau die Kirche gegründet wurde, ist nicht überliefert. Die älteste überlieferte Urkunde stammt von 1255, in dieser ist ein Godfridus plebanus sancti Martini als Zeuge genannt. Der Heilige Martin wird in späteren Urkunden als zweiter Patron neben dem heiligen Georg genannt, und Godfridus wurde bis 1296 mehrfach als Pleban erwähnt. Ob sich das erwähnte Kirchengebäude an der Stelle der heutigen Kirche befand, ist nicht sicher, da ein alter Kirchhof von St. Georgen vor der Stadt belegt ist. Wahrscheinlich wurde die Kirche später verlegt.

### Erste Bauphase
Die erste Georgenkirche an ihrem heutigen Ort, wohl eine dreischiffige Hallenkirche, wird in einer Urkunde von 1269 erstmals erwähnt. 1270 übertrug Heinrich I. von Mecklenburg das Patronat an den Deutschen Orden in Riga. Zu dieser Zeit besaß die Gemeinde noch kein Pfarrhaus, dies spricht für ein zu der Zeit noch junges Kirchspiel. Für den Kirchenbau wurde der Platz an der (alten) Stadtmauer zugewiesen, welche in den 1270er Jahren durch eine neue, die Alt- und Neustadt umschließende Stadtmauer ersetzt wurde. Für das Jahr 1286 ist erstmals ein Kirchturm erwähnt. Von dem ersten Kirchengebäude sind einige Reste an den Pfeilern zwischen Chor und Langhaus der jetzigen Kirche erhalten. Die Lage der archäologisch ergrabenen Fundamente des Langhauses dieses ersten Baus ist in der Pflasterung des Fußbodens angedeutet.

### Zweite Bauphase (Chor)
Wenig später, schon im ersten Viertel des 14. Jahrhunderts begann man einen Neubau, jetzt als Basilika mit einem im Osten gerade geschlossenen, dreischiffigen Chor. Der Chor der Vorgängerkirche blieb bis zur Fertigstellung innerhalb des Gebäudes erhalten. Nach der Eindeckung der Dächer wurde der neue Chor eingewölbt. Diese Arbeiten begannen um 1340, da die originalen Hölzer des Dachstuhles auf dieses Jahr datiert werden konnten. Eine Messfeier, ein Ablass und eine Jubelfeier werden 1350 erwähnt. Für den weiteren Anbau von Kapellen gibt es Hinweise in Urkunden aus der zweiten Hälfte des 14. Jahrhunderts. Die in der Nordostecke des Chores noch heute vorhandene Kapelle wurde 1394 in einer Urkunde erwähnt. Sie ist außen mit ihrem zum Fürstenhof orientierten Schaugiebel reich mit Maßwerk bekrönt. Eine nicht mehr vorhandene Kapelle in der Mitte der Chornordwand wurde als Fürstenempore genutzt. An der Südseite standen ursprünglich zwei Kapellen, die östliche wurde im 19. Jahrhundert abgerissen, die westliche ist als Ruine erhalten. Eine neue Sakristei wurde 1495 gebaut.

### Dritte Bauphase (Turm und Schiffe)

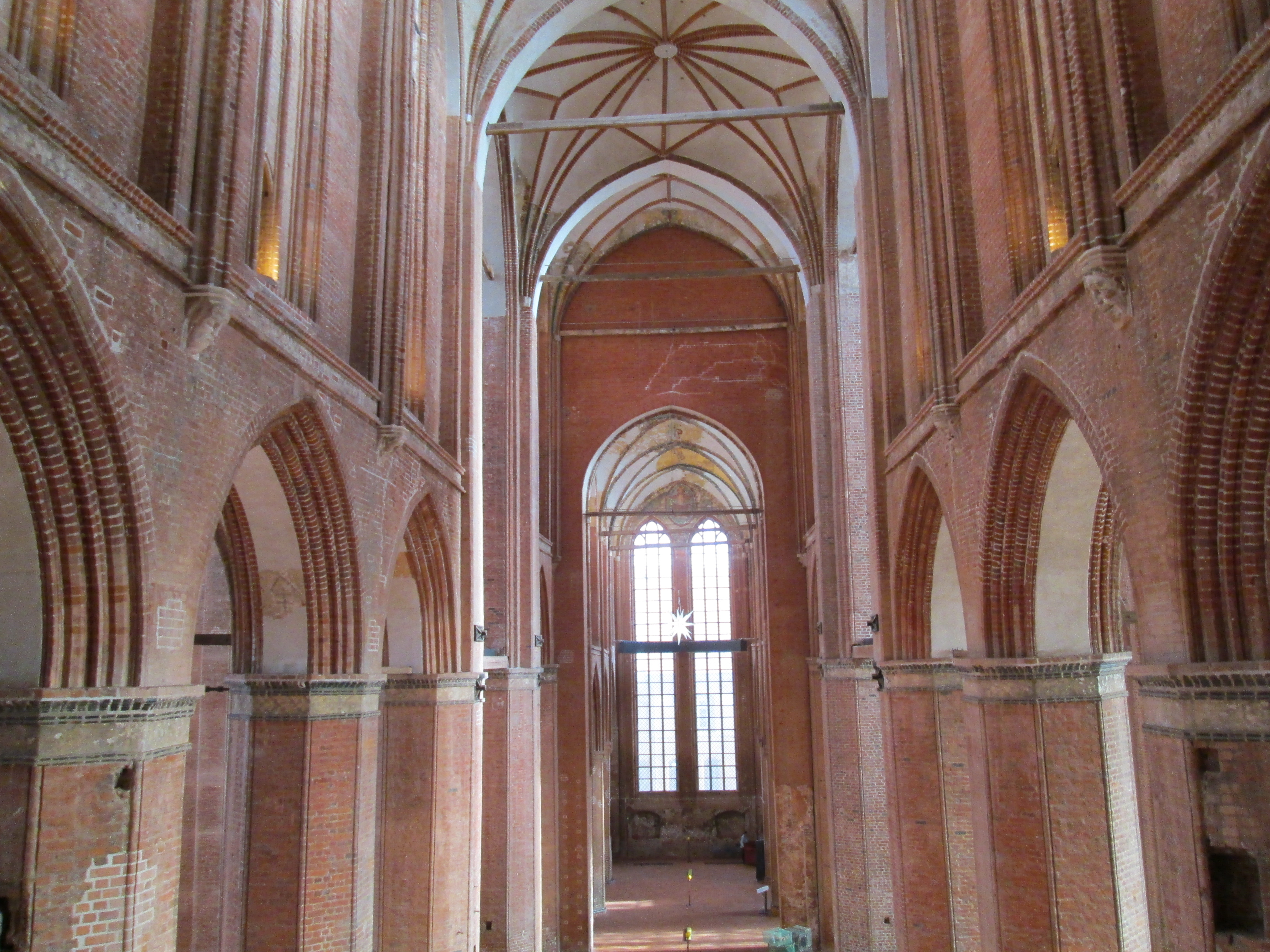
Heutige Westwand des Langhauses (Oktober 2015)

Eine Inschrift von 1404 an der Nordwand der Turmhalle verweist auf den Beginn der dritten Bauphase. Hier begann der Neubau und wurde, vielleicht nach einer Bauunterbrechung zwischen etwa 1410 und 1445 unter gleichzeitiger Abtragung der Hallenkirche, Stück für Stück Richtung Chor fortgesetzt. Die Arbeiten gestalteten sich langwierig, die beiden Kapellen am Turm wurden wohl erst 1469 fertig gebaut. Eine Kapelle wurde als Wollenweberkapelle bezeichnet, die andere als Marienzeitenkapelle. Vor 1487 wurden die Bauarbeiten eingestellt. Da der alte Chor schmaler und vor allem niedriger war als das neue Langhaus, schloss man die Lücke mit einer Wand aus Fachwerk, das erst nach 1877 durch einen Chorbogen aus Backstein ersetzt wurde.
Friedrich Schlie bemerkte dazu: Die Jahreszahl 1594 aber am Schluss der Ostwand des Neubaus oberhalb des ältesten Chorfirstes lässt erkennen, dass man damals den Gedanken einer Vollendung des großartigen Planes aufgibt und zugleich gewillt ist, einen Teil des Fachwerkbaues, womit ursprünglich doch ohne Frage nur ein vorläufiger Schluss beabsichtigt war, dauernd von Bestand zu lassen. So ist St. Jürgen zu einem Wahrzeichen des Auf- und Niedergangs der städtischen Verhältnisse während des Mittelalters geworden. An dieser Stelle sehen wir heute Säulen und Bögen aller drei Kirchenbauabschnitte von 1270 bis zum endgültigen Abschluss der Bauarbeiten im Jahr 1594. Der Westturm mit Glockenstube wurde ebenfalls 1594 fertiggestellt. Jedoch wurde schon 1487 die nordöstliche Seitenkapelle einer Familie Herder Krempe abgekauft und zum Eingangsbereich der Kirche umgestaltet. Über der Tür und Richtung Marktplatz wurde zinnenbekrönte Wimperge angebracht. Offensichtlich wusste man zu dieser Zeit also schon, dass eine Fertigstellung des gesamten Großbauwerks nicht realisierbar war.
In der Zeit von 1877 bis 1905 wurden umfangreiche Renovierungs- und Reparaturarbeiten vorgenommen. Die Wände und Säulen im Innenraum mussten stabilisiert werden, der Fußboden erhielt farbige Fliesen und eine Wandfassung wurde in historischen Formen wieder aufgebracht. Die Orgel bekam ein neues Gehäuse und das Gestühl wurde neu angeordnet.

### Zerstörung und Wiederaufbau
Kurz vor Kriegsende wurde das Bauwerk am 14./15. April 1945 bei einem Luftangriff der britischen Royal Air Force durch zwei Luftminen schwer beschädigt. Das Turmmassiv brannte völlig, der Kirchenraum teilweise aus. Gewölbe und Dachkonstruktionen von Langhaus, Querschiff und Turm stürzten ein. Die Umfassungsmauern blieben erhalten. Die im Turm befindliche Orgel verbrannte. In der Folgezeit traten Verfallserscheinungen am Gesamtbauwerk, auch am erhaltenen Chorbereich auf.
Mit Planungen für die Wiederherstellung wurde 1949 begonnen, dabei wurde der Bau einer Notkirche angeregt. Ein neuer Dachstuhl wurde in den 1950er Jahren über dem Hochschiff aufgebaut. Da er nie eingedeckt wurde, brach er in späteren Jahren zusammen. Die ungeschützten Gebäude verfielen mehr und mehr, die Sprengung der neuen und alten Sakristei wurde 1961 für erforderlich erachtet. Im selben Jahr wurde zwischen dem Bezirk Rostock, der Stadt Wismar und der Landeskirche in Schwerin ein Vertrag über die Geistlichen Hebungen geschlossen. Die Stadt verpflichtete sich nach der Sprengung der Marienkirche, „die Kirche St. Georgen wieder aufzubauen, den Turm von St. Marien zu sichern, die Heilig-Geist-Kirche zu restaurieren und danach der Kirchengemeinde wieder als ihr Eigentum zur Nutzung zu übergeben“. Im Gegenzug verzichtete die Gemeinde auf Grundstücke, vor allem in Wendorf.
Seit seiner Gründung 1987 hat sich der Förderkreis St. Georgen mit verschiedenen Aktionen zunächst für eine Rettung und dann den Wiederaufbau der Kirche eingesetzt. Am 25. Januar 1990 wurde durch den Orkan Daria der Giebel des nördlichen Querhauses heruntergerissen und durchschlug zwei gegenüberliegende Häuser. Handlungsdruck entstand, es war zur Zeit der Friedlichen Revolution und der Runde Tisch Wismar sandte Hilferufe aus. Von westdeutscher Seite kam rasche Unterstützung, örtliche Betriebe nahmen sich der Aufgabe an, und in der Folge wurde der Wiederaufbau der Georgenkirche umgesetzt.
Der Wiederaufbau der Georgenkirche ab 1990 kostete 43 Millionen Euro bis zum Jahr 2017. Engagierte Unterstützung und Geld kamen aus verschiedenen Quellen, allein 15 Millionen von der Deutschen Stiftung Denkmalschutz. Für diese war die Kirche St. Georgen das erste und größte Hilfsprojekt in den östlichen Bundesländern. Bis 2010 dauerte das Projekt bis zur Fertigstellung.
Die Stadt Wismar und die Kirchengemeinde St. Marien / St. Georgen schlossen im Jahr 2014 eine Vereinbarung über die gemeinsame Nutzung der Georgenkirche.
Die zukünftige Nutzung der Georgenkirche soll in einer Kombination von Gotteshaus und Kulturkirche liegen. Die Arbeiten gehen aber weiter. So wurde eine Aussichtsplattform auf dem Turm  im Mai 2014 eröffnet. Die jährlichen Unterhaltungskosten der Kirche werden auf 40.000 Euro geschätzt. Am 8. Mai 2010 wurde in der Kirche ein Festakt zum vorläufigen Abschluss der Arbeiten abgehalten.
Die Rückführung mittelalterlicher Ausstattungsstücke ist noch umstritten und wird im Zusammenhang der zukünftigen Nutzung zu sehen sein.

## Architektur
St. Georgen ist ein Werk der norddeutschen Backsteingotik, weicht aber stärker als die anderen großen Wismarer Kirchen von deren „Urvorbild“ der Lübecker Marienkirche ab. Der Vorgängerbau, eine Hallenkirche aus dem dritten Viertel des 13. Jahrhunderts, wurde nach der Mitte des 14. Jahrhunderts in mehreren Bauphasen (s. o.) durch eine dreischiffige Basilika mit Einsatzkapellen, großem Querhaus und flachem Chorabschluss ersetzt. Nach Erstellung der ersten drei Chorjoche entschied man sich für einen Planwechsel zugunsten größerer Höhen und Breiten. Mit der zeitweise beabsichtigten Verbreiterung auch der drei östlichen Chorjoche wäre das Querhaus beinahe zu einer zweiten Symmetrieachse geworden, ähnlich wie bei der Zisterzienserkirche von Pelplin. 
Da die Einsatzkapellen die gleich Höhe wie die ziemlich breiten Seitenschiffe haben und wie in der Lübecker Marienkirche auf ein Triforiumsgeschoss verzichtet wurde, sind die Obergadenfenster zu mehr als der Hälfte ihrer Höhe vermauert. Die Mittelschiffsarkaden werden von fast schmucklosen Achteckpfeilern getragen. Die Dienste zu den Mittelschiffsgewölben beginnen erst auf Höhe der Scheitel der Arkadenbögen, oftmals mit Konsolen in Form von Menschenköpfen aus Kunststein, der einzigen figürlichen Bauplastik des Kirchenraums. Der Seitenschub der Mittelschiffsgewölbe wurde durch hölzerne Zuganker abgefangen. Der eingezogene Westturm ist aus Kostengründen unvollendet geblieben. Sein Stumpf endet heute auf Höhe des Mittelschiffsfirstes.

### Maße
- Höhe des Turmstumpfes: 36 m
- Länge: 78 m
- Breite: 44 m
- Querschiffbreite: 57 m
- Gewölbehöhe des Quer- und Hauptschiffes: 35 m

## Erhaltene Ausstattung

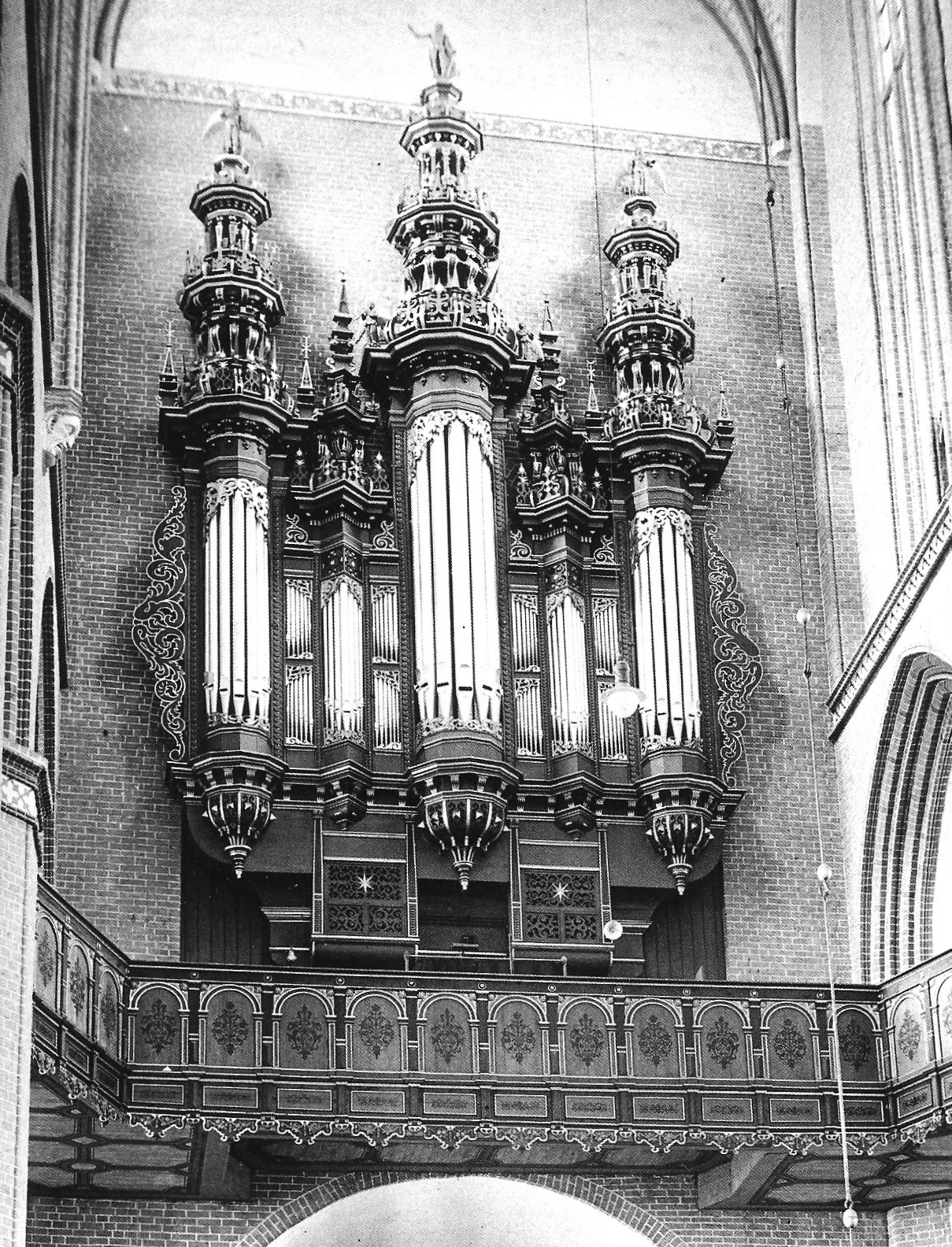
Orgel, Aufnahme von Karl Eschenburg 1934

Bis auf die um 1500 entstandenen und 1888 kräftig renovierten Wandmalereien in den seitlichen Turmhallen ist die Kirche heute von ihrer ursprünglichen Ausstattung völlig entblößt.
Die bedeutendsten Kunstwerke waren im Krieg wegen der Luftangriffe ausgelagert und dadurch zunächst gerettet worden, gingen jedoch teilweise nach Kriegsende verloren. Dazu gehörte eine lebensgroße Reiterfigur des Heiligen Georg, die mutwillig zerstört wurde. Das Erhaltene befindet sich zurzeit in anderen Wismarer Stadtkirchen.

### Hauptaltar

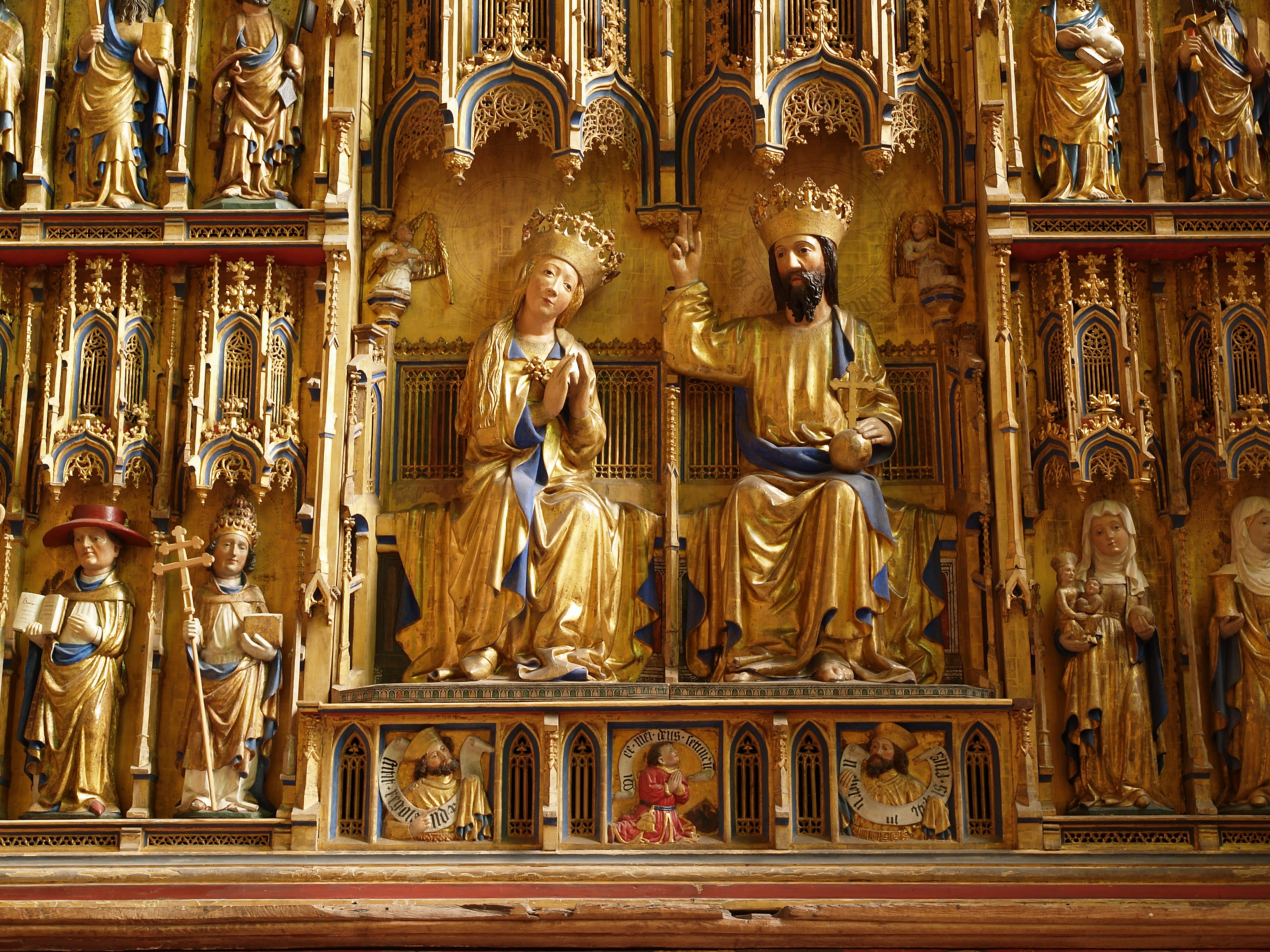
Marienkrönung im Zentrum des Hochaltarretabels (Juli 2009)

Das Hochaltarretabel stammt aus der Zeit um 1430. Im aufgeklappten Zustand ist der Flügelaltar etwa 10,5 Meter breit und mit Predella und Bekrönung 4,42 Meter hoch und damit das größte Retabel seiner Art im ganzen Ostseeraum. Das Retabel ist breiter als das lichte Innenmaß zwischen den Pfeilern des Chores.
Das Retabel weist 42 Heiligenfiguren auf der Vorder- und 16 Maltafeln auf der Rückseite auf. Der im Krieg im südlichen Seitenschiff eingemauerte Altar wurde in den 1950er Jahren durch Zufall wiederentdeckt. Nach der Restaurierung wurde er im Jahr 2008 in der Südvorhalle der St. Nikolaikirche aufgestellt. Die Wiederherstellung des Hochaltars war vom Förderkreis St. Georgen zu Wismar e. V. durch Spendengelder von über 760.000 Euro bewerkstelligt worden.
Es gab eine Kontroverse darüber, ob der Altar nach seiner Rückkehr in die Georgenkirche an seinen alten Standort im Chor (Ostteil) des Gotteshauses (Landeskirche, Kultusministerium, Förderkreis, Denkmalpflege, Restauratoren) oder in eine Seitennische kommt (ehemalige Bürgermeisterin). Für die Aufstellung am historischen Standort haben sich zudem in einer Unterschriftenaktion des Förderkreises bereits ca. 11.000 Bürger ausgesprochen. Ob der Hauptaltar und auch die restlichen erhaltenen Ausstattungsstücke (u. a. das mittelalterliche Gestühl und das Triumphkreuz) wieder zurückkehren, ist allerdings ungewiss. Ein Argument, das dagegen spricht, ist die Fußbodenheizung in der St. Georgenkirche, welche im Zuge der Wiederherstellung eingebaut wurde. Diese soll nicht nur für eine langsame Trocknung des Gebäudes sorgen, sondern auch bei Veranstaltungen für eine Mindesttemperatur von >12 °C sorgen. Im November 2010 wurde die Orgelstiftung St. Georgen zu Wismar gegründet. Ihr Ziel ist es, die im Krieg komplett zerstörte Orgel durch einen Neubau zu ersetzen und nach dem Einbau deren Wartung und Nutzung zu begleiten.

## Ehemalige Altäre
Zum Ende des Mittelalters existierten mindestens 30 Nebenaltäre, von denen 17 oder 18 außerhalb von Kapellen standen.

### Lettner
In einem Bericht zu dem Begräbnis von Herzog Magnus wurde 1504 ein Lettner beschrieben. Er war auf die gleiche Weise wie die Schranken gebildet und nicht gemauert. Die Chorschranken reichten bis an die Vierungspfeiler im Osten, der Lettner stand dazwischen. Dies wird auch in einem Grundriss aus dem 19. Jahrhundert bestätigt. Der Lettner wurde 1833 abgebaut.

### Kreuzaltar
Der Kreuzaltar wurde vermutlich 1478 geweiht (infra testudinem) Dies wird als Ort unter dem Vierungsgewölbe gedeutet. In einem Visitationsprotokoll wird er als Ein altar an den ersten Pfeiler, mitten in der Kirche erwähnt. Der Altar wurde 1580 abgebrochen.

### Altar vor dem Likhus
Dieser Altar stand vermutlich im nördlichen Querhaus vor der östlichen Wand. Die Konrad Buck Kapelle stand vermutlich hier. …De Vicaria D.Cunrhadi Buckes thom altare vor dem likkenhuse funderet… Buck starb 1407.

### Nikolaialtar
Der Nikolaialtar stand vor der Kladowkapelle, das Patronat lag wahrscheinlich bei den Schiffern, die Vikarie war von der Koegel gestiftet.

### Fünfmessenaltar
Besitzer des Altares war die Familie Rampe, er war dem hl. Erasmus geweiht. An ihm wurden die Frühmessen gelesen. Der Altar der fünf Messen wurde auch Fünfmessenaltar oder Erasmusaltar genannt, zu ihm gehörte die Vikarie Ringelmann. Er stand vermutlich ursprünglich im nördlichen Chorseitenschiff an der östlichen Wand. Bei dem Einbau des Ganges zum Fürstenhof zu der Kapelle der Kempe wurde sie verlegt. Der Ratmann Odbertus Leuberstorp und der Bürgermeister Johannes Vrese beschlossen 1447, dem Altar die Vikarien des Eghard Slemmyn und des Johannes Frese zugeteilt werden. Johannes Ringmolen, ein Kanoniker aus Ratzeburg gründete 1466 eine Vikarie zu diesem Altar …ad altare retro summum altare in quo prima missa haberi solet… Ein Jahr danach erfolgte die bischöfliche Bestätigung. Im selben Jahr wurde die Vikarie von Johannes Vick von dem Bischof Johannes IV bestätigt. …ad altare in honore sancti Erasmi martitris…erectum et consecratum voratum altare prime misse als der rampen altar….

### Altar der Bolenkinder
Der Altar der Kinder der Familie Bolen wurde 1353 urkundlich erwähnt. Er stand 1533 im Mittelschiff des Chores an der östlichen Wand. Zu ihm gehörte die Vikarie des Ulric Kalsow. Vermutlich wurde er 1582 abgerissen, in einer Urkunde steht geschrieben: die altäre hinter dem Chor, die beiden vor der Beichtkapelle weggeräumt.

### Wollenweberaltar
Der Wollenweberaltar wurde auch St.-Annen-Altar genannt. …ubi commenda vel vicaria Claus Krögers…. Er stand im südlichen Seitenschiff des Chores an der östlichen Wand, dahinter befand sich die Knochenhauerkapelle. Der Knochenhauer Klaus Weitendop bestimmte 1518 für diesen Altar in seinem Testament: Claus Weitendorp carnifex dedit in suo testamento ad missam S. Anne in Ecclesia S. Georgio ante capellam carnificiúm decantare solitam, hummuletum… Der bei Friedrich Schlie aufgeführte St.-Annen-Altar war vermutlich mit diesem identisch.

### Krugealtar
Der Altar der Vikarie des Nikolaus Kruge stand vor einem Vierungspfeiler oder einem Pfeiler im Langhaus. Kruge war Priester, er stiftete 1450, kurz vor seinem Ableben, eine Vikarie. Diese wurde im August 1450 von Bischof Johannes II bestätigt, Henning von Dale wurde zum Vikar ernannt.

### Altar vor der Pelzerkapelle
Bischof Johannes IV. bestätigte 1475 die Vereinigung zweier Vikarien auf diesen Altar; der Vikar war Jacob Lan. Der Altar wurde vermutlich 1465 gebaut.

## Kapellen
Die Kapellen sind als Räumlichkeiten erhalten, aber da ihre Ausstattung teilweise schon im Zuge der Reformation entfernt wurde, spätestens aber im Zweiten Weltkrieg verloren ging, sind die meisten nicht mehr lokalisierbar:

### Wollenweberkapelle
Die Wollenweberkapelle wurde erstmals 1406 in einem Testament des Geistlichen Konrad Vesperde genannt. …missa celebrari debunt… …ad capellam lanificum in Ecclesia sancti Georgii…in Dicta capella… Die Wollenweberkapelle war eine südliche Turmnebenkapelle.

### Marientidenkapelle (Böddekerkapelle)
Die nördliche Turmseitenkapelle diente der Abhaltung von Marientiden und ging auf eine großzügige Stiftung des aus Wismar stammenden Bischofs Nicolaus Böddeker zurück, dessen Bruder Konrad Vikar an St. Georgen war. 1449 hatte Konrad Böddeker mit dem Werkmeister der Kirche einen Vertrag über den Bau der Kapelle abgeschlossen, die wohl auch als Familiengrablege dienen sollte. Fertiggestellt wurde sie 1458/59. Die Kapelle schmückte eine monumentale Vollbilddarstellung des Bischofs als Stifter kniend unter dem Kreuz; sie wurde in der Literatur als Vorbild für das spätere Bildprogramm des Triumphkreuzes im Lübecker Dom ins Gespräch gebracht. Die Malerei ging durch die Witterungseinflüsse der Nachkriegszeit verloren.

### Ehemalige Kapellen
Kapelle des Droste von Stove. Von Stove ließ vor 1371 an der Südseite des ersten Kirchenbaus eine Kapelle bauen und richtete hier die von seinem Vater Marquard begründete Vikarie ein. … capelle de meo proprio structe, annexum versus meridiem ecclesie sancti Georgii in Wismar… Diese Kapelle war die erste geschichtlich belegte. Sie wurde im 15. Jahrhundert durch eine Einsatzkapelle ersetzt, die den Namen Fürstenkapelle bekam.

Kapelle des Andreas Hosang. Der Vikar  Hosang errichtete 1371 eine Kapelle und gründete eine Vikarie. …perpetuam vicariam in capella quadam ipsius ecclesie per eundem dominum Andream hoc annoconstructo in honorem die … Eine dazu gehörige Rente wurde 1373 vom Kaland bezeugt. …una missa tenenda et celebranda in perpetuum in Capella dicti domini Andree Hosangh in Ecclesia sanct Georgii per ipsum fundata et edificata…

Kapelle des Albert Grope. Dieser bestimmte in seinem Testament die Stiftung von 400 Mark für den Bau einer Kapelle in St. Georgen und die Einrichtung einer Vikarie. Von diesem Betrag waren 100 Mark für den Bau bestimmt. …Sed cum C marcis de predetictis CCCC marcis debet edificari capella in Ecclesia predicta…. Im Jahr 1449 wurde in einem Vertrag zwischen dem Werkmeister Hermann Münster und dem Vikar Konrad Böddeker überliefert, dass die Kapelle an der Südseite des Gebäudes stand.

Kapelle des Konrad Buck. Sie wurde 1419 erwähnt, sie war mit zwei Vikarien ausgestattet. …in capella dicti Dominis Conradi… Konrad Buck war 1397 Bürgermeister in Wismar und wurde 1407 zum letzten Mal urkundlich erwähnt. Die Vikarie des Buck befand sich 1533 an einem Altar vor dem likhus und nicht mehr in ihrer ursprünglichen Kapelle, die wohl an der Nordseite stand. Diese war an den Kirchenbau I angebaut und wurde beim Neubau abgebrochen.

Kapelle der Hagemeister. Albert Hagemeister hat 1392 eine Capelle zu 50 Marck gekaufft und sie bauen lassen. In einer Urkunde von 1454 wurde eine Kapelle der Hagemeister genannt, die zu dieser Zeit schon wieder abgebrochen war. Die Kapelle musste dem Bau III weichen und stand wahrscheinlich westlich vom heutigen Chor.

## Glocken
Die Georgenkirche besaß im Westturm ein Geläut aus vier Glocken; die beiden größeren waren 1859 vom Glockengießer Peter Martin Hausbrandt in Wismar gegossen worden, die dritte Glocke 1591 von Gerdt Bincke und die vierte Glocke 1670 von Abraham Grot. Die beiden Glocken aus dem 19. Jahrhundert wurden zu Beginn des Zweiten Weltkriegs eingeschmolzen. Die vierte Glocke musste später – als sogenannte „Metallspende des deutschen Volkes“ – ebenfalls abgeliefert werden und überstand den Krieg auf Hamburgs Glockenfriedhof, sie wurde 1963 für den Guss einer Glocke für die Nikolaikirche eingeschmolzen. Die dritte Glocke war als einzige in Wismar verblieben, stürzte 1945 bei der Zerstörung der Kirche im Turm ab und zerschellte.
Erhalten haben sich hingegen die 1581 von Gerdt Bincke gegossene Uhrschlagglocke im Dachreiter sowie die kleine Viertelschlagglocke von 1489, ursprünglich ebenfalls aus dem Dachreiter und zurzeit in der Dorfkirche von Zurow.

## Weitere Bilddokumente zur Geschichte und Architektur (chronologisch geordnet)

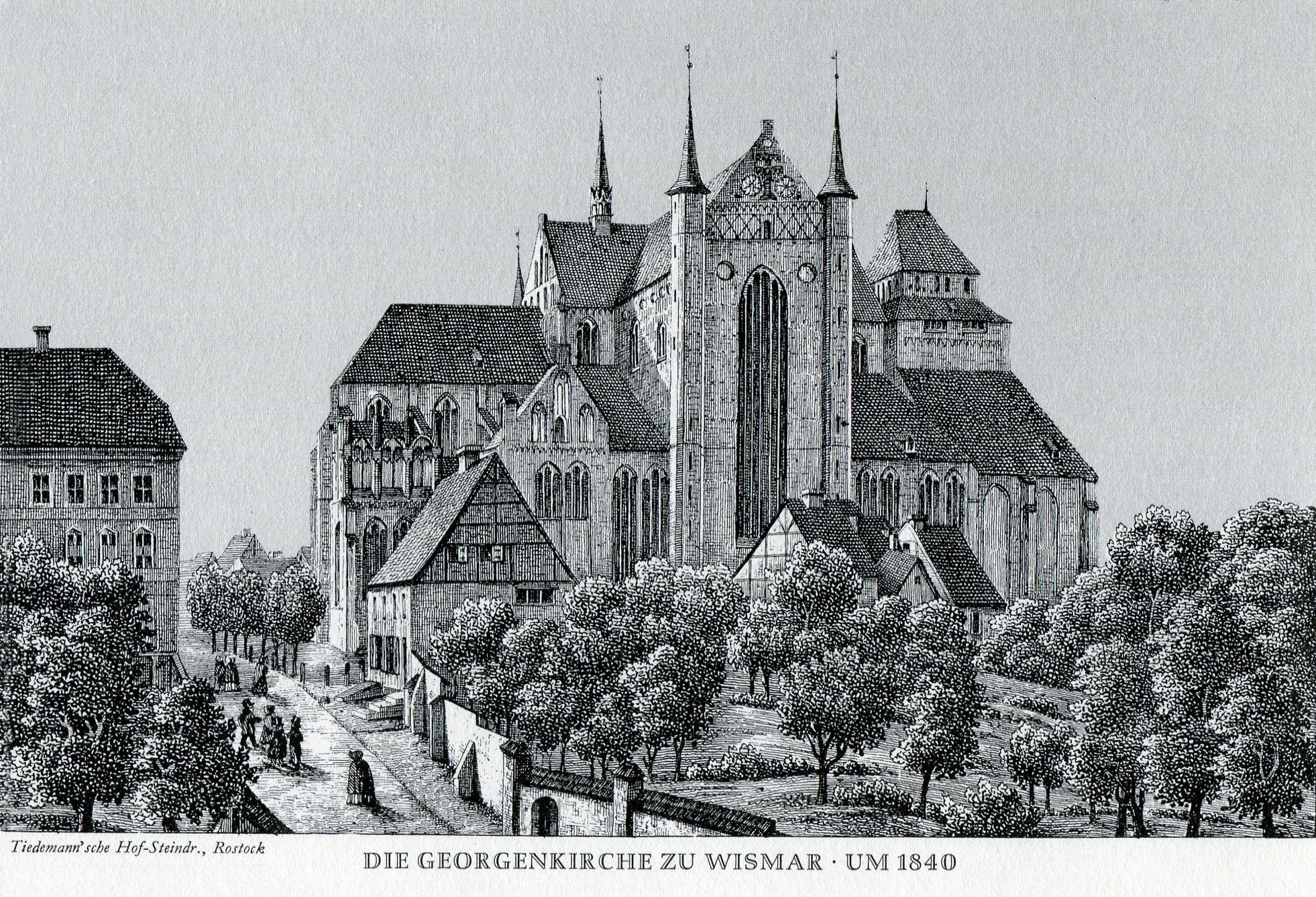
Georgenkirche um 1840
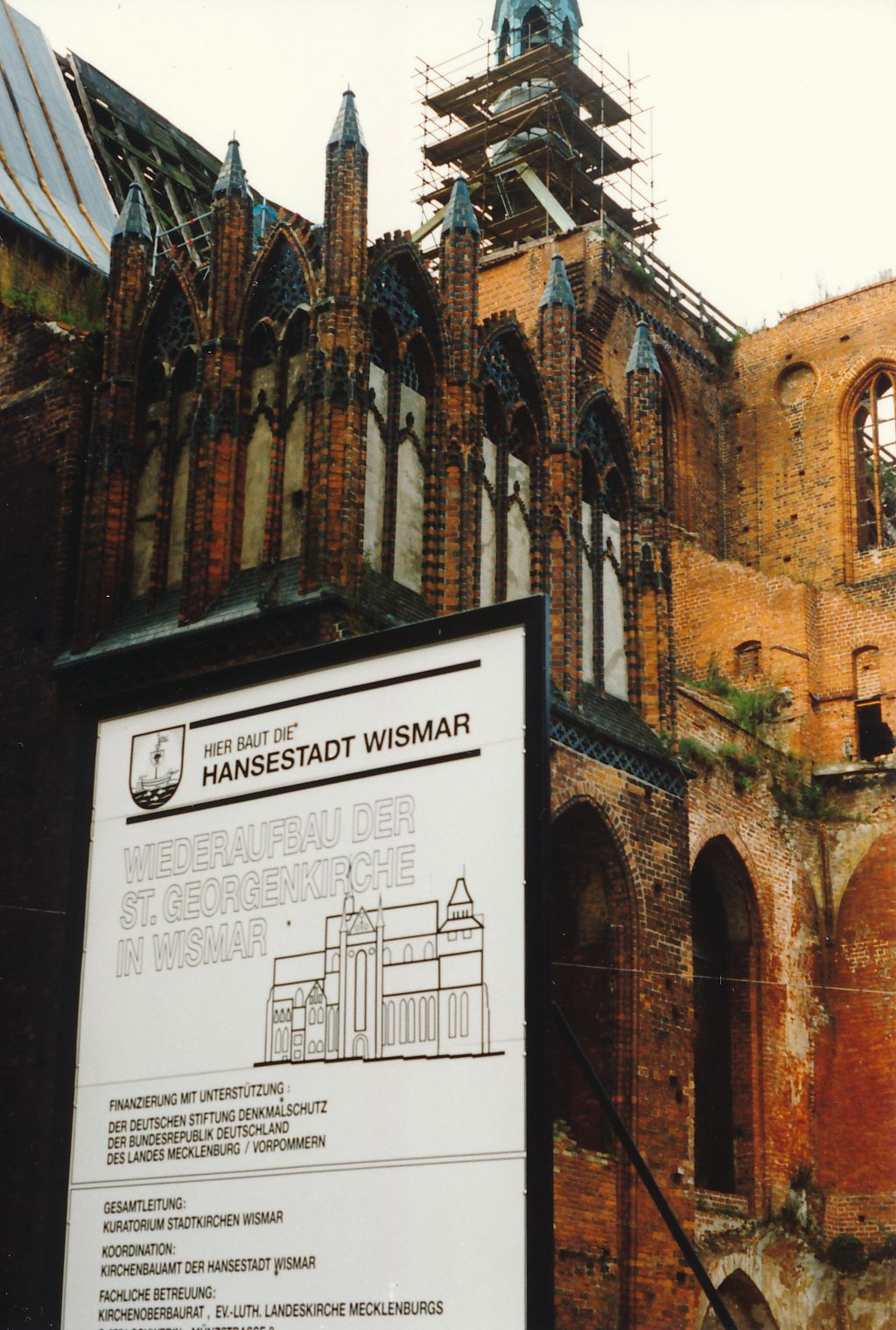
Anfangsphase des Wiederaufbaus (1991)
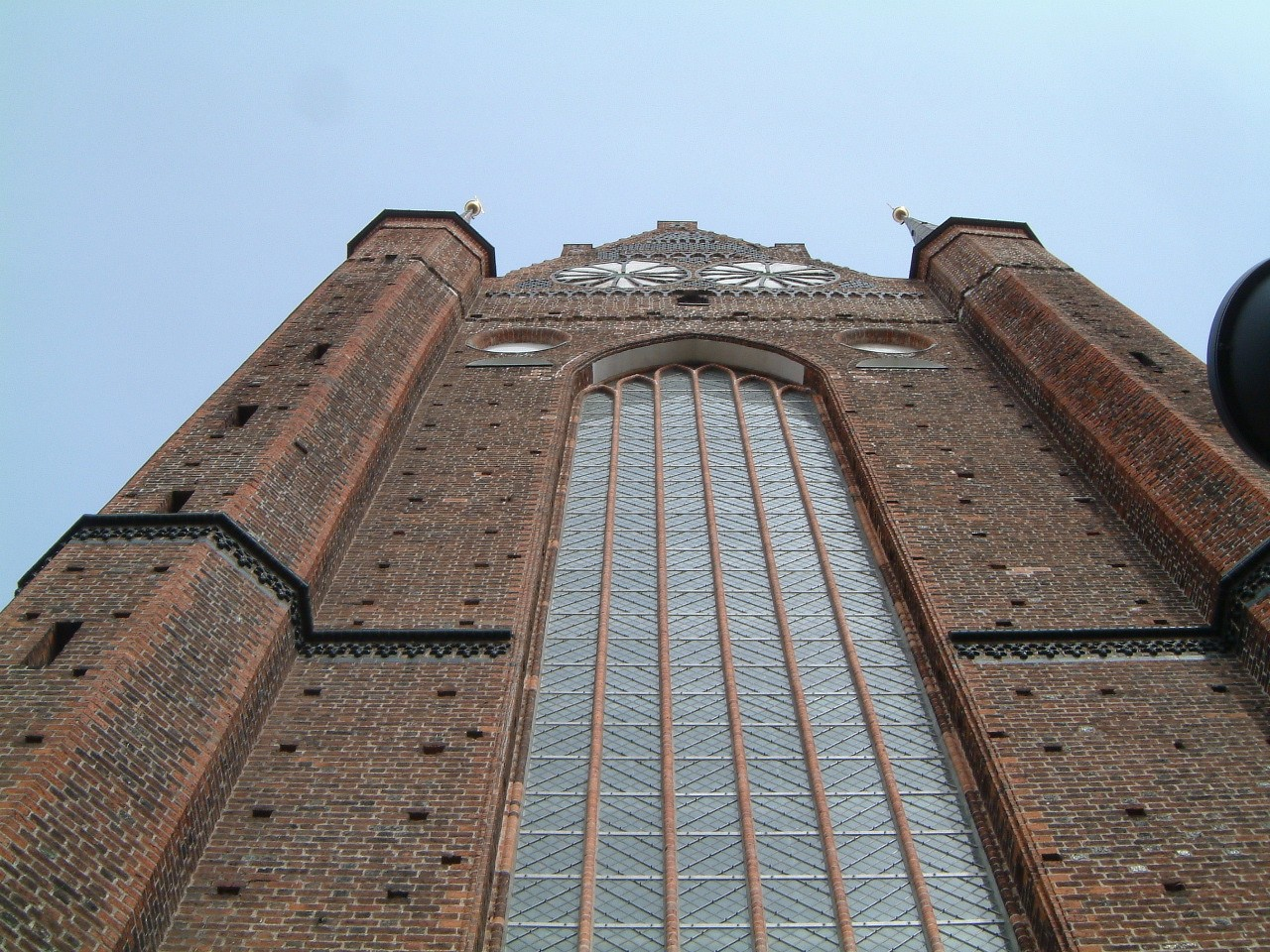
Fassade des Querschiffes (Mai 2005)
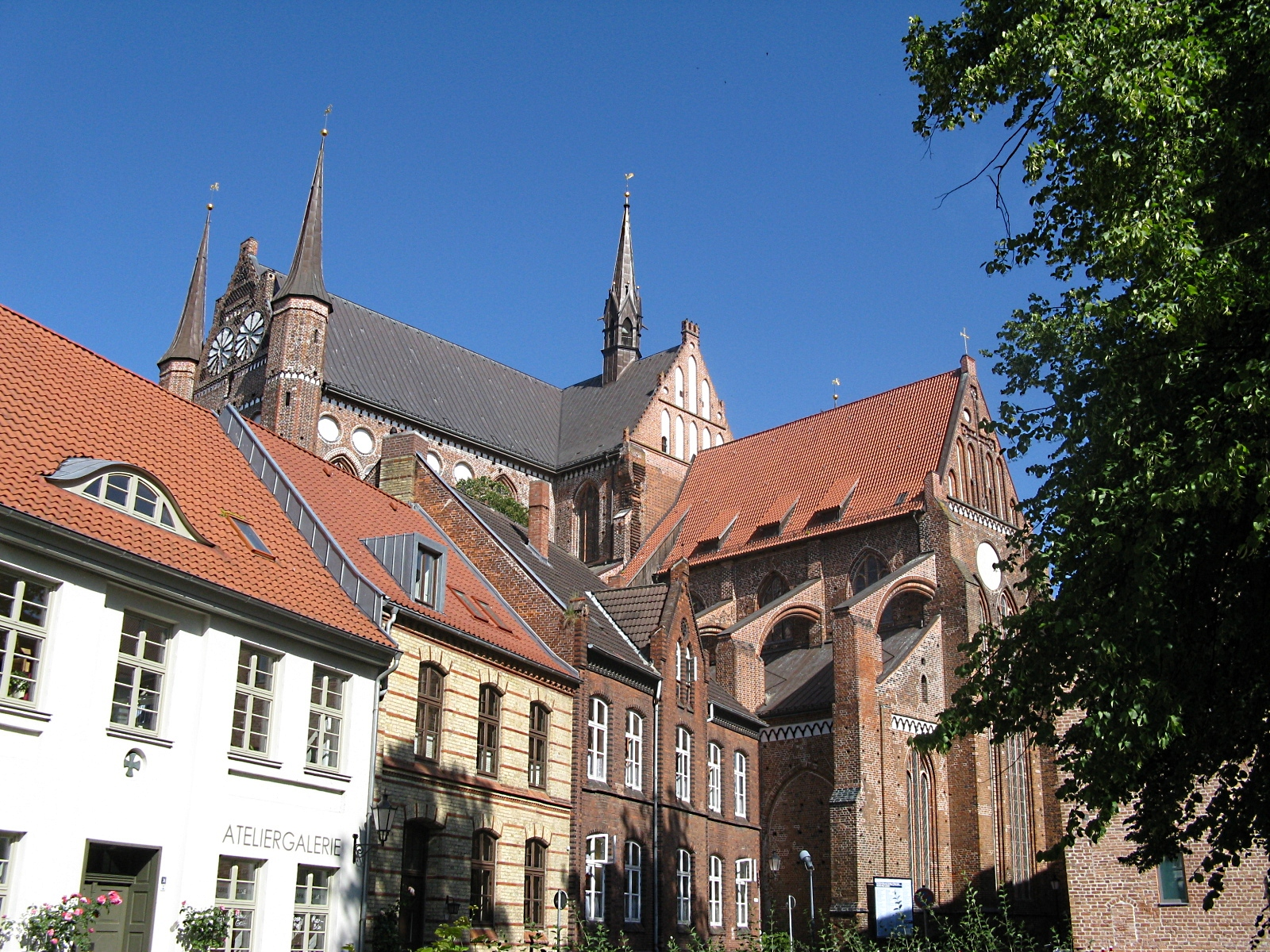
St. Georgen von Südwesten (Juni 2008)
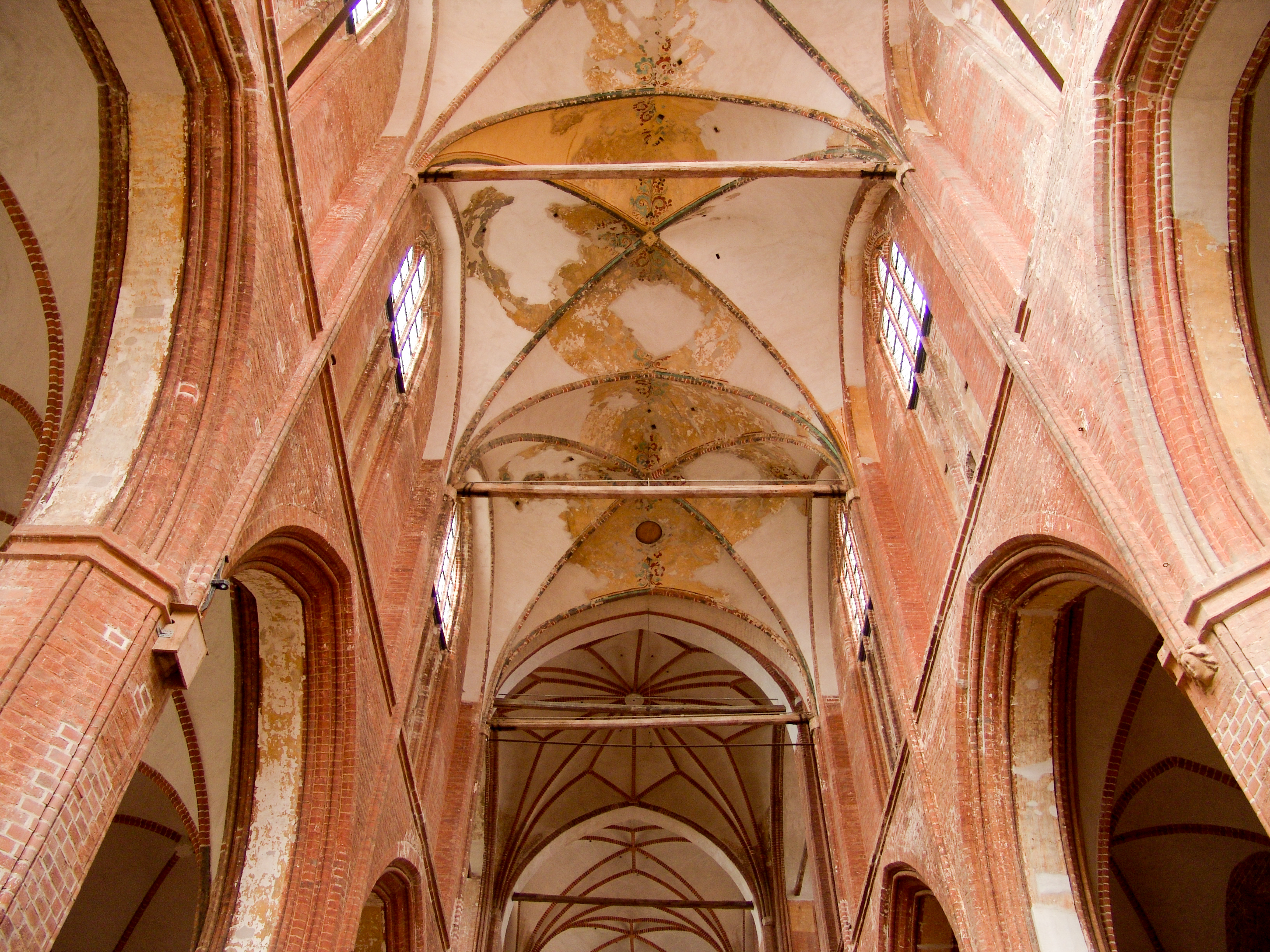
Erhaltene Kreuzrippengewölbe des Chors, rekonstruiertes Sterngewölbe der Vierung (Juli 2009)
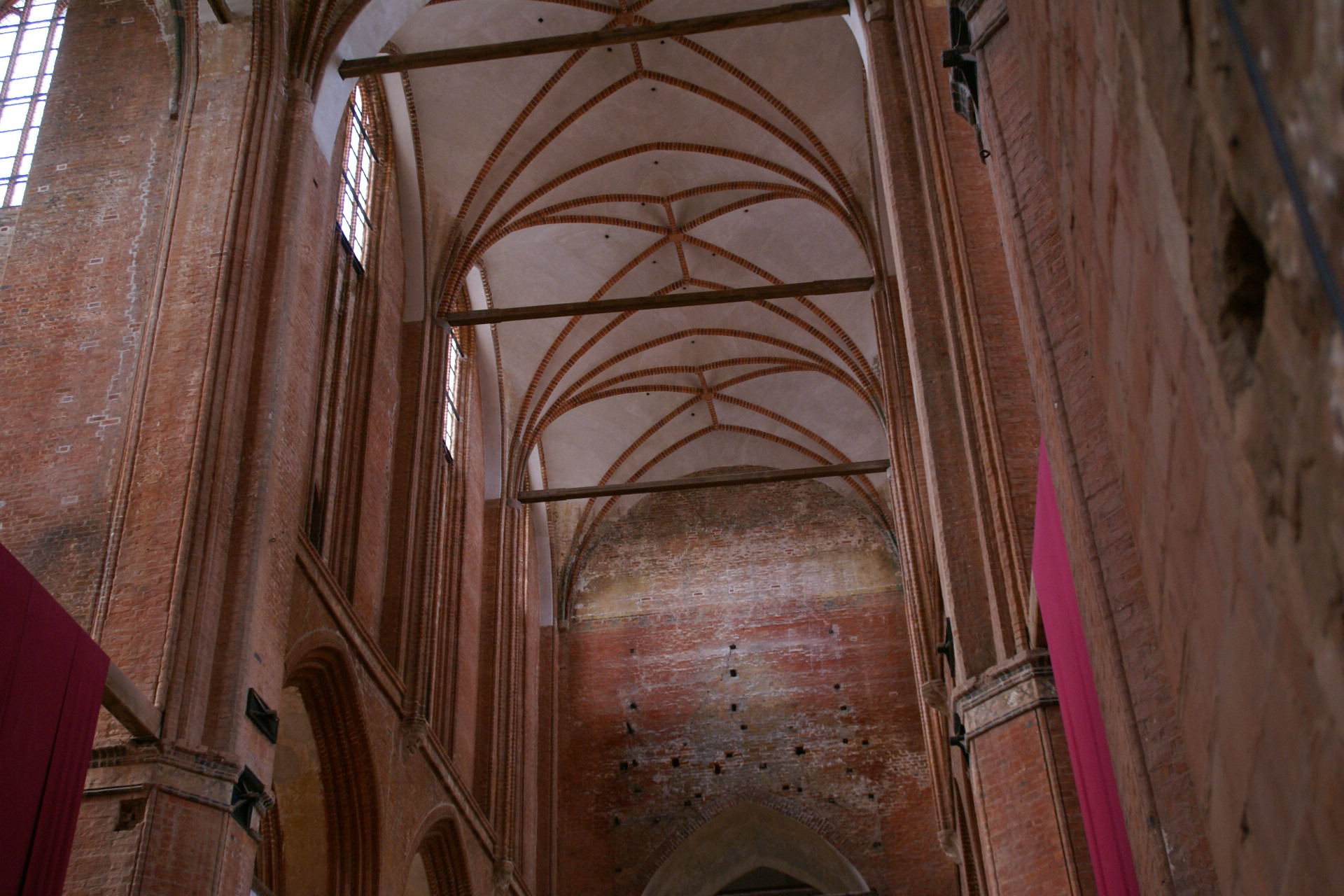
Rekonstruierte Gewölbe des Langhausmittelschiffs, Ostwand des Westturms (Februar 2012)
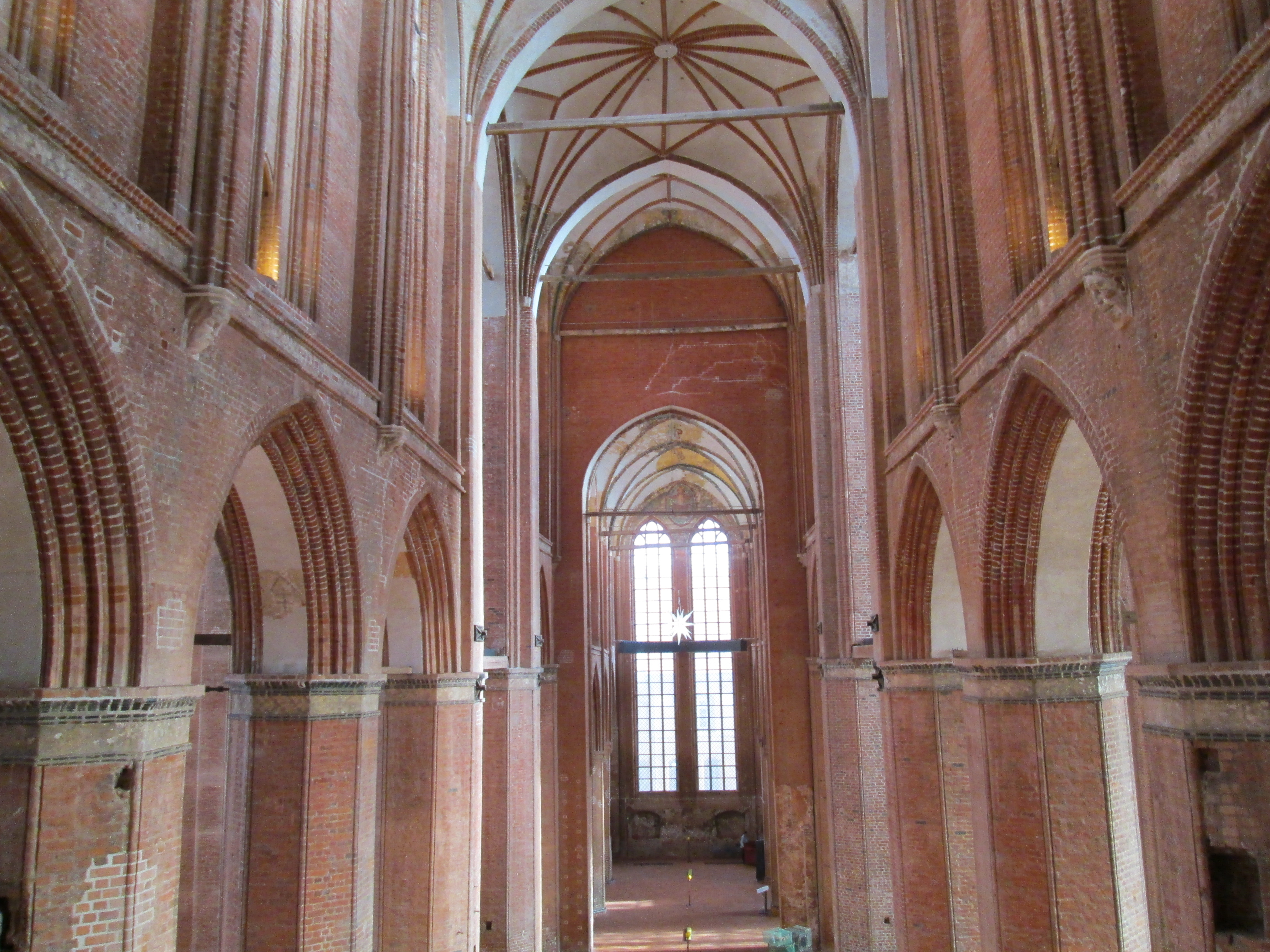
Langhaus, Vierung, hohes junges Chorjoch, drei niedrigere alte Chorjoche. Dienste beginnen in großer Höhe mit Kopfkonsolen. (Dezember 2017)
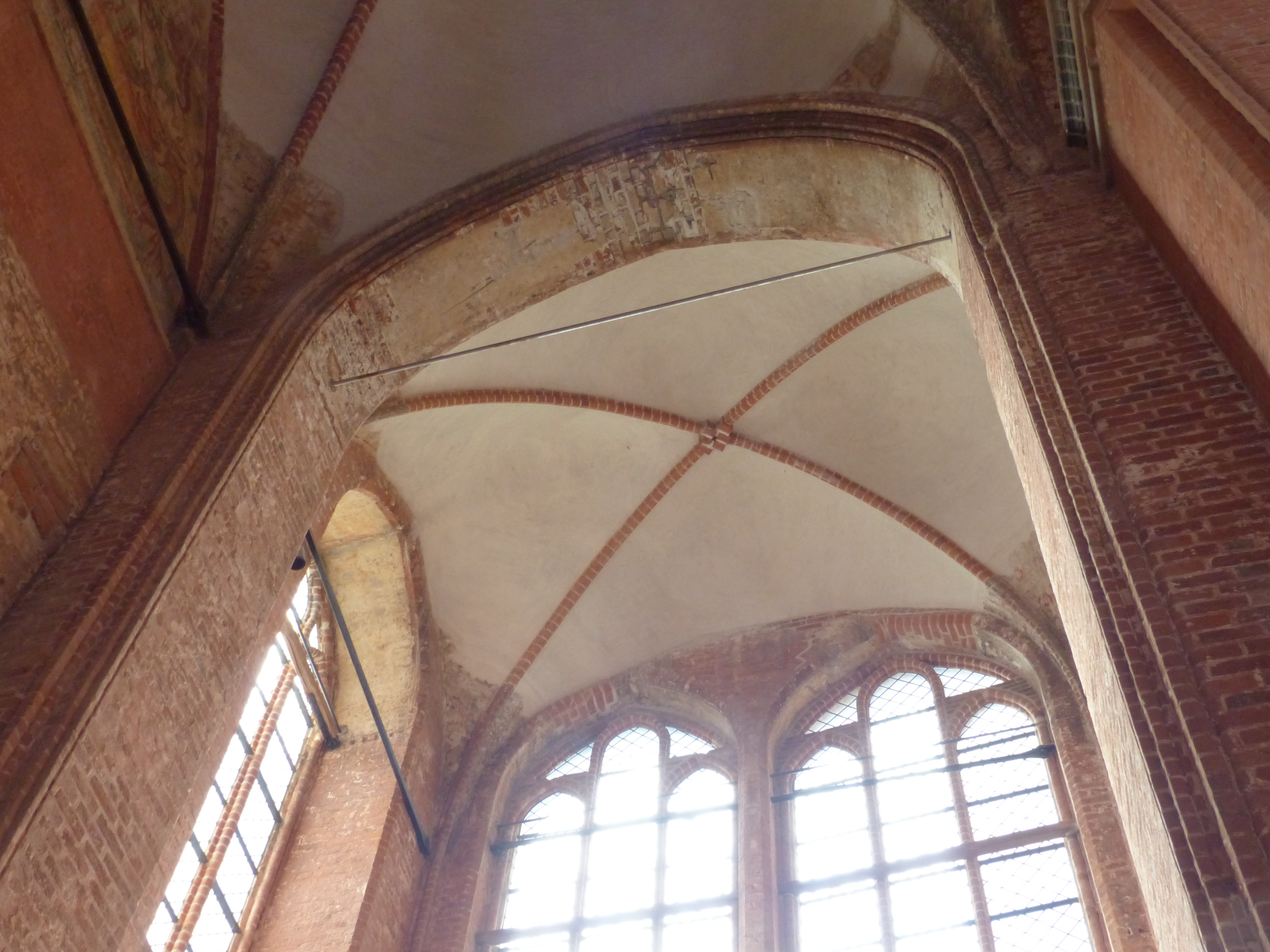
Rekonstruiertes Gewölbe der südöstlichen Einsatzkapelle (September 2021)

## Pastoren
- 1655–1665 Johannes Gerdes
- 1849–1884 Johann Joachim Hartwig Meyer
- 1937–1955 Theodor von Saß
- 1962–1970 Helmut Rux (St. Georgen I)[31]